# Judas el Traidor
Armando Hernández (Tlalnepantla de Baz, Estado de México, 31 de diciembre de 1974) es un luchador profesional y entrenador de lucha libre mexicano. Conocido como Judas el Traidor, su carrera la ha desarrollado mayormente dentro del circuito independiente, compitiendo para varias promociones en su nativo Estado de México. También trabajó para la empresa Asistencia Asesoría y Administración (AAA), hoy conocida como Lucha Libre AAA Worldwide. Entre sus logros destaca haber sido una vez Campeón Semicompleto de AULL, y una vez Campeón de Tríos de AULL, este último junto a Cerebro Maligno y Rey Krimen. Además de ser luchador profesional, también se ha desempeñado como entrenador de este deporte. 

## Biografía y carrera
Armando Hernández nació el 31 de diciembre de 1974 en Tlalnepantla de Baz, Estado de México, México.

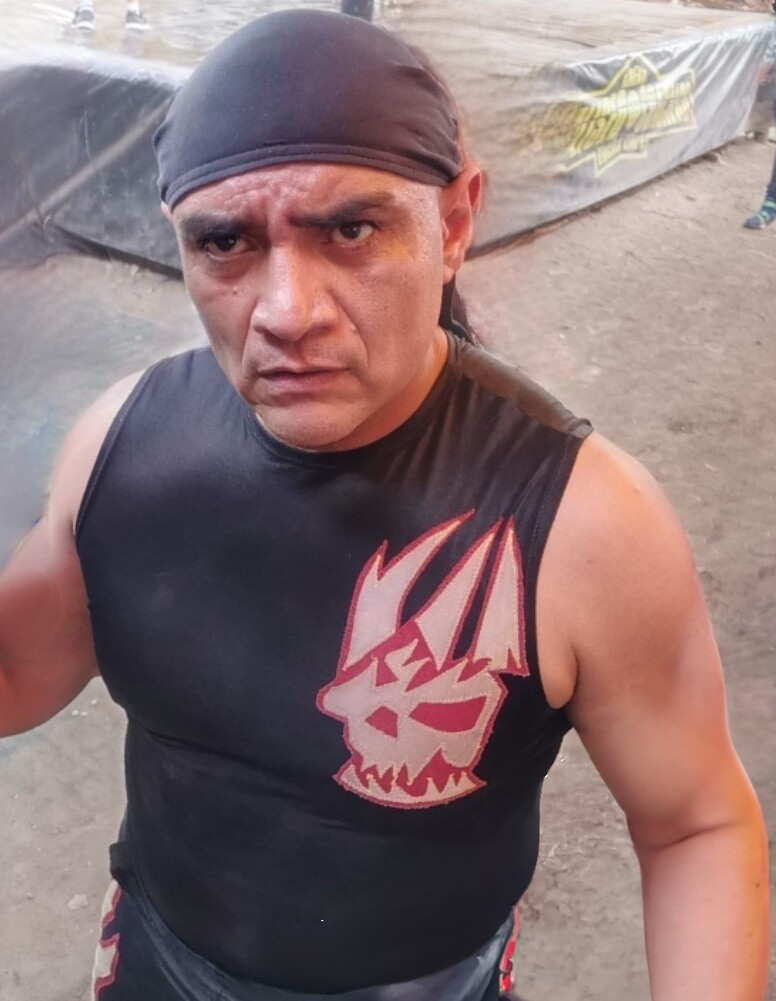
Judas en 2021.

Hizo su debut como luchador profesional el 28 de febrero de 1989.
En 2003, participó en las grabaciones de un combate para la empresa AAA, en el cual hizo equipo junto a Zagaam y ambos fueron derrotados por Ozono y Rey Cometa. Judas ha participado en varios combates de cabellera contra cabellera estipulados como luchas de apuestas, en los cuales ha perdido frente a El Magnífico, Mr. Potro, Ángel de la Noche, y Black Terry, sin embargo, ha logrado ganar un combate bajo esta estipulación, derrotando a Ludwig Star. No se sabe mucho al respecto, pero en algún punto de su carrera formó un equipo junto a los luchadores Angélico y El Magnífico el cual llamaron «La Fundación Magnífica».
El 22 de abril de 2012 en un evento de AULL, Judas junto a su equipo «Los Apocalípticos» (Cerebro Maligno y Rey Krimen) se enfrentaron a «Los Payasos» (Coco Amarillo, Coco Azul & Coco Rojo) en un combate por los Campeonatos de Tríos de AULL, en el cual fueron victoriosos y capturaron los títulos. El 22 de agosto de 2012 en un evento de AULL, «Los Apocalípticos» (Judas y Krimen) se enfrentaron a «Los Compadres» (Chucho el Roto & Iron Love) y «Los Bastardos» (Epitafio & Leviatham) en un combate por los Campeonatos de Tríos, en el cual fueron derrotados y Los Compadres salieron victoriosos con los títulos, terminando su reinado con 56 días. El 1 de septiembre de 2018 en el evento AULL AlianzaMania 2018, Judas derrotó a Terry 2000, Dragon Force y Euro para capturar el Campeonato Semicompleto de AULL. Más tarde, comenzaría un feudo con Terry 2000 por el título con 2000 retando a Judas el 16 de junio de 2019 a un combate titular. El combate se llevó a cabo el 23 de junio, en el cual Judas fue derrotado, terminando su reinado con 295 días.
También se ha desempeñado como entrenador, destacando por su tiempo trabajando como profesor de lucha libre en promociones independientes como Arena Mamá Lucha-S, donde además fue director deportivo, y Coliseum Imperial.

## Vida personal
Armando está casado con la luchadora independiente mexicana, Lady Rabbit. Tiene un hijo que también es luchador y se presenta bajo el nombre de Cyber Punk.
En 2019 sufrió un accidente, como respuesta, sus compañeros luchadores realizaron funciones de lucha libre para apoyarlo.

## Estilo como luchador profesional
Judas se caracteriza principalmente por ser un luchador rudo, también conocido como heel (en inglés). Su arsenal de movimientos se compone mayormente de llaves de sumisión. Uno de sus movimientos finales involucra la posición gory special con la combinación de un kata-gatame, utilizado como sumisión.

## Campeonatos y logros
- Alianza Universal De Lucha Libre
  - Campeonato Semicompleto de AULL (1 vez)[16]
  - Campeonatos de Tríos de AULL (1 vez) - con Cerebro Maligno y Rey Krimen[16]

## Luchas de apuestas
| Ganador                       | Perdedor                     | Ciudad                         | Lugar                     | Fecha                 | Notas  |
| ----------------------------- | ---------------------------- | ------------------------------ | ------------------------- | --------------------- | ------ |
| El Magnífico (cabellera)      | Judas el Traidor (cabellera) | Coacalco, Estado de México     | Arena Coliseo Coacalco    | 18 de octubre de 2009 | [ 6 ]  |
| Mr. Potro (máscara)           | Judas el Traidor (cabellera) | Coacalco, Estado de México     | Arena Coliseo Coacalco    | 17 de octubre de 2010 | [ 7 ]  |
| Judas el Traidor (cabellera)  | Ludwig Star (cabellera)      | Acapulco, Guerrero             | Unidad Deportiva Acapulco | 7 de agosto de 2011   | [ 12 ] |
| Ángel de la Noche (cabellera) | Judas el Traidor (cabellera) | Tlalnepantla, Estado de México | Arena López Mateos        | 8 de julio de 2012    | [ 8 ]  |
| Black Terry (cabellera)       | Judas el Traidor (cabellera) | Naucalpan, Estado de México    | Arena Naucalpan           | 17 de agosto de 2016  | [ 10 ] |